# Sundarbans
Els Sundarbans (de vegades Sunderbans, estrictament Sundarban o Sunderban en singular) és una gran regió natural de maresma i jungla densa que s'estén durant uns 275 km a la costa de la badia de Bengala, al sud de Bangladesh, de l'estuari del Hugli al del Meghna i cap a l'interior fins a 100 o 125 km.
El nom voldria dir "Bosc de sundra" és a dir gingebre (Heritiera littoralis) que és l'arbre característic de la zona. Formen la part baixa del delta del Ganges. A la zona arriben els estuaris del Hugli, Matla, Raimangal, Malancha, Haringhata, Rabnabad, i Meghna. El terreny és al·luvial i els rius estan connectats un amb l'altra amb una xarxa laberíntica de rius i canals. Abunda la vegetació i els animals incloent el tigre de Bengala, cocodrils, rèptils (cobra, pitó, i altres serps).

## Ecoregió terrestre
La fundació WWF amb criteris dels científics col·laboradors ha definit una llista d'ecoregions terrestres, entre les quals hi ha la dels Boscos pantanosos d'aigua dolça de Sundarbans, la superfície de la qual conté el Parc Natural a més d'una extensa àrea sense protecció específica.

## Història
Casualment se sap que el regne d'Harikela s'estenia fins als Sundarbans, ja que a les fonts àrabs apareix esmentat com Harkand i el golf de Bengala fou anomenat Bahr al-Harkand; no se'n sap gairebé res més abans del segle xv, quan un aventurer musulmà de nom Khan Jahan, o Khanja Ali, va obtenir del rei de Gaur un jagir a la zona, i va netejar la jungla a la comarca de Bagherhat (a Khulna). Va exercir plena sobirania fins a la seva mort el 1459; va construir nombroses mesquites i tombes les restes de les quals encara són a Bagherhat i Masjidkur. Vikramaditya, un dels ministres principals de Dawud Khan Kararani, el darrer rei de Bengala o Gaur, va obtenir una concessió als Sundarbans quan el seu sobirà es va revoltar contra Delhi, i es va establir a Iswaripur (anomenada Vasohara, que després va donar nom al districte de Jessore); el va succeir el seu fill Pratapaditya, heroi popular dels Sundarbans, que va dominar als dotze caps (bhuiyes) que en aquell temps tenien la possessió efectiva del sud de Bengala, fins que fou derrotat i capturat per Man Singh, el governador mogol de Bengala (1589-1606). Els Sundarbans van romandre dins l'Imperi Mogol fins que el diwan de Bengala fou concedit a la Companyia Britànica de les Índies Orientals el 1765. El Sundarbans estaven a l'època bastant poblats però foren buidats per l'acció dels pirates maghs de l'Arakan i els portuguesos a la primera meitat del segle xviii. Sota domini britànic foren integrats a més d'un districte sense formar una entitat administrativa diferenciada. El principal establiment britànic fou Port Canning al riu Matla.